# Myrteta sublavata
Myrteta sublavata är en fjärilsart som beskrevs av Louis Beethoven Prout 1929. Myrteta sublavata ingår i släktet Myrteta och familjen mätare. Inga underarter finns listade i Catalogue of Life.